# Ether One
Ether One — это приключенческая игра от первого лица, разработанная британской независимой студией White Paper Games. Она стала первой разработанной игрой студии и изначально выпущена для платформы Microsoft Windows 25 марта 2014 года. Выпуск версии для PlayStation 4 состоялся 5 мая 2015 года.
В Ether One игрок берёт на себя роль «Реставратора», исследующего мысли Джин Томпсон, 69-ти летней женщины, страдающей от деменции. Игрок доложен воссоздать воспоминания Томпсон о жизни в городе Пинвил, прибегая к трёхмерному моделированию. Игровой процесс требует решения головоломок, которые становятся все более запутанными по мере прохождения на фоне прогрессирующей деменции.
Ether One разрабатывалась в течение трёх лет и получила в целом положительные отзывы со стороны игровых критиков, похваливших игру за её атмосферность, однако повествовательная линия получила смешанные отзывы. Критики редакций The New Yorker и Kotaku также оценили то, как разработчики в виде игрового процесса изобразили развитие слабоумия.

## Игровой процесс
Ether One представляет собой приключенческую игру от первого лица, где требуется решать головоломки. Игрок берёт на себя роль «Реставратора», человека, способного проникать в сознание людей, страдающих от разных форм психических заболеваний в надежде исцелить их и восстановить воспоминания.
После сюжетного введения, игрок перемещается в мысли пожилой пациентки, а именно в городок Пинвиль, выступающий основным местом действия в игре. Он должен собирать красные банты, привязанные к разным предметам. Сломанный катушечный проектор на полу указывает на загадку; после её решения, игрок может воспроизвести спрятанное в нём воспоминание. Некоторые головоломки требуют совершений определённых действий, например отгрузка сидра. По мере дальнейшего прохождения, уровень сложности головоломок возрастает, что отражает умственное угасание пациентки, страдающей деменцией.
Игрок также может в любой момент телепортироваться в инвентарную комнату, где хранятся все предметы, собранные в воспоминаниях пациентки. Данные объекты не влияют на основное развитие сюжета игры, но могут быть связаны с изображением деменции в игре. Комната предоставляет доступ к основным областям воспоминаний прошлого пациента, при этом игра не раскрывает, какие воспоминания считаются «более важными или нет», поощряя игрока свободно исследовать области и брать от туда предметы.

## Сюжет
Основное действие происходит в недалёком будущем. Игрок берёт на себя роль «Реставратора», сотрудника компании Ether Institute of Telepathic Medicine, занимающейся восстановлением памяти. Главному герою поручено исследовать мысли Джин Томпсон, 69-летней женщины, страдающей от деменции и восстановить её утраченные воспоминания. Институт может воссоздать трёхмерные модели повреждённых воспоминаний, и «Реставратор» должен разместить и реконструировать их, изучая оставшиеся воспоминания Джин Томпсон. Проект возглавляет доктор Филлис Эдмундс, выполняющая роль проводницы для главного героя. Из сюжета становится ясно, что задание по восстановлению памяти играет крайне важную роль, так как от его успешного завершения зависит то, получит ли институт финансирование и сможет дальше существовать.

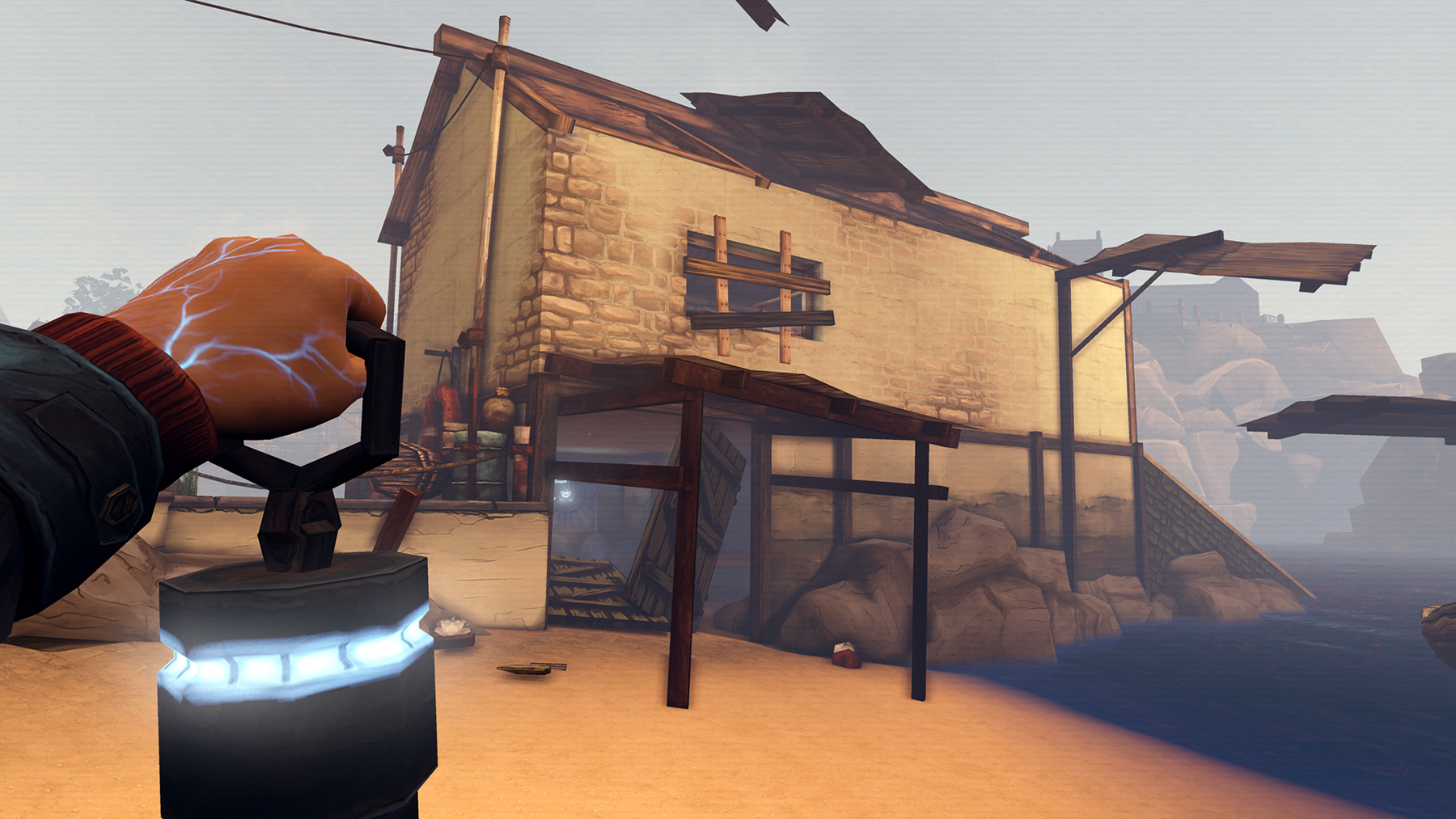
В Ether One игрок управляет «Реставратором», способным проецировать себя в разум пациента, страдающего психическим заболеванием".

Оказавшись внутри сознания пациента, Реставратор начинает своё похождение в воспоминаниях детства в Пинвилле, приморской деревне в Англии, чья экономика в прошлом зиждилась на добыче олова и железа. По мере прохождения, игрок узнаёт о жителях деревни, об ужасной аварии на шахтах, унёсшей жизни десятков человек и о развитии любовных отношений между маленькой Джин и мальчиком Томасом, за которого она позже выходит замуж. Восстанавливая воспоминания, «Реставратор» находит предмет, похожий на драгоценный камень, символизирующий слабоумие. Такие «камни» поражают и другие участки воспоминаний Джин, а игрок должен уничтожить их всех с помощью «Артефакта», лампы, способной стереть деменцию из разума.
По мере прохождения, разум пациентки всё больше погружается в хаос, а дальнейшее развитие сюжета раскрывает, что управляемый игроком персонаж на деле является Томасом, а разум, внутри которого он путешествует не её, а его собственный и он сам пытается излечить себя от собственного слабоумия. Томас работал с отцом Джин на рудниках, и хотя Томасу удалось избежать смертельного обрушения шахты, отец её не пережил, что навсегда оставило у Томаса отпечаток чувства вины. Ухудшение душевного состояния постаревшего Томаса и кончина Джин приводит к тому, что герой запирается в собственных фантазиях. У него и Джин есть сын по имени Джим, который поместил отца в клинику, чтобы при помощи доктора Эдмундс вернуть его воспоминания и остановить развитие деменции. Томас же с её помощью погружается в собственные воспоминания травмирующего детства, в котором его мать бросила отца-алкоголика и которой позже умер дома в результате несчастного случая. В конце концов Томасу удаётся вырваться с своего мира фантазий, побороть деменцию и тем самым обеспечить успешное завершение проекта по восстановлению памяти. После этого Томаса передают на попечение Джима, и он благодарит доктора Эдмундс за проделанную помощь.

## Разработка
Разработкой игра занималась независимая студия White Paper Games из Манчестера, США. В команду разработчиков входило шесть человек. Создание Ether One началось с идеи сделать игру с богатым повествованием, в геймдизайнер Пита Боттомли заметил, что хотел создать историю, где мог бы «вложить часть своей души». Затрагивая тему слабоумия, Боттомли заметил, что его команда не ставила перед собой цель по повышению уведомления о деменции, а скорее желала «начать разговор» и поставить игрока на место того, кто страдает от данной болезни, увидеть мир с его точки зрения. У ряда разработчиков из команды также имелись родственники, страдающие от деменции.
Ether One — первая игра независимой студии, на её создание ушло около трёх лет. Саундрек к игре написала звукорежиссёр Натаниэль-Джорден Апостол, и позже выставила его на продажу в Bandcamp. Боттомли признался, что ему было трудно управлять студией и заниматься разработкой игры одновременно. В частности основные трудности связаны с проработкой баланса игрового процесса, чтобы игрок понимал правила и ограничения в игру, Боттомли заметил, что «было бы нечестно по отношению к игроку», заставляя его тратить время на решение головоломок, если одна из них могла в любой момент «сломаться». Тем не менее это послужило для команды неплохим опытом при разработке из следующего проекта — The Occupation. Действие двух игр происходит в одной вселенной. Команда также планировала к выпуску версию для Mac, но отложила её из-за проблем с производительностью.

### Издание PlayStation 4 иRedux
14 августа 2014 года White Paper Games объявила о предстоящем выпуске игры для PlayStation 4. Данная версия была разработана заново на игровом движке Unreal Engine 4. Боттомли однако исключил возможность портирования игры на Xbox One, заметив, что:
Мне реально нечего сказать об этом. Sony связалась с нами первыми и действительно рада была тому, что мы сможем портировать игру на её платформу. Это ощущалось, как доброе сотрудничество и вся команда PlayStation c удовольствием с нами работала. Но никто из Xbox не связался с нами и никто из нашей команды не играет в Xbox, так этот вопрос реально не поднимался. 
Оригинальный текст (англ.)There's not really much to say. Sony contacted us first and were really excited about getting Ether One onto the platform. It feels like a good partnership and the whole PlayStation team has been great to work with. No one from Xbox has contacted us and none of the team are Xbox players so it wasn't really a consideration
Воссоздание игры на другом движке для консоли привело к ряду технических проблем, одновременно команда рассматривала это, как «действительно захватывающую» перспективу для своей студии. Компания заручилась поддержкой со стороны создателей — Unreal Engine 4, Epic Games. Апостол была уверена в том, что версия для приставки определённо понравилась бы тем, что играл в версию для ПК. Разработчики вместе с бесплатным обновлением также решили перенести ПК-версию на движок Unreal Engine 4.
Выход игры состоялся для подписчиков PlayStation Plus в рамках коллекции «Instant Game Collection» 5 мая 2015 года. Sony выступила инициатором сделки, а разработчики признали это, как «сбывшуюся мечту». Физические издания игры были также выпущены на Blu-ray Дисках в сентябре того же года в стандартной и «стальной» версии.
В октябре 2015 года White Paper Games выпустила обновлённую версию Ether One Redux для ПК и бесплатно для всех пользователей, которые ранее купили цифровую копию Ether One в Steam. Данная версия включала ряд обновлений, привнёсших небольшие изменения в игровой процесс и повествование, она также заменила игровой движок на Unreal Engine 4, предоставляя улучшенную графику, аналогичную версии для PlayStation 4. Обновление также включало поддержку таких языков, как французский, немецкий, испанский, итальянский и польский.

## Критика
| Сводный рейтинг    | Сводный рейтинг        |
| Агрегатор          | Оценка                 |
| ------------------ | ---------------------- |
| GameRankings       | PC: 82,39 % PS4: 72 %  |
| Metacritic         | PC: 82/100 PS4: 75/100 |
| Иноязычные издания |                        |
| Издание            | Оценка                 |
| Destructoid        | 9/10                   |
| GameRevolution     | [ 29 ]                 |
| IGN                | 7,9/10                 |
| Joystiq            | [ 31 ]                 |
| PC Gamer (US)      | 82/100                 |

Ether One получила в основном положительные отзывы со стороны игровых критиков. По версии агрегатора GameRankings, игра для ПК и PS4 получила 82,39 % и 72 %, а Metacritic присвоил играм 82 и 75 баллов из 100 возможных.
Ряд критиков похвалили игру за её атмосферность, способствующую погружению. Сэм Прелл с сайта Joystiq похвалил Ether One за окружающие пространства, заметив, что необитаемые сказочные пейзажи вызывают чувство паранойи и похвалил игру за сохранение постоянной атмосферы напряженности. Он привёл параллели с классическим фильмом 1939 года «Волшебник страны Оз». Редакция Kotaku сравнила представленный сюжет с приключенческим фильмом из 90-х. Ричард Коббетт с сайта IGN похвалил то, как игра воссоздаёт «навязчивую и загадочную атмосферу», поэтапно раскрывая городок Пинвиль для исследований.
Повествовательная составляющая игры получила неоднозначные оценки. Критик IGN назвал представленную историю слишком раздробленной и непоследовательной, заметив, что однако это вписывается в идею показать фантазии человека, страдающего слабоумием. Представитель PC Gamer Ангус Моррисо описал рассказ как «трагическую […] сагу о деменции, смерти и промышленном спаде, которую надо увидеть, а не которая будет рассказана». Моррисон, однако, раскритиковал концовку, назвав её лишней. Критик сайта Joystiq одновременно похвалил, но и раскритиковал историю, заметив, что запутанное повествование портит впечатление от игры, однако сюжет достаточно проработан, чтобы заставить игрока сопереживать бедственному положению «Реставратора». Крис Пристман с сайта Kill Screen похвалил историю, назвав её выполненной в духе историй Диккенса. Джон Уокер с сайта Rock Paper Shotgun оценил головоломки, встречающиеся в начале игры, назвав их рациональными и обоснованными, но по мере дальнейшего прохождения, они по мнению критика становились всё более глупыми и скучными. Стивен Хансен с сайта Destructoid похвалил игру за отсутствие наличия на фоне большинства остальных компьютерных игр. Несмотря на то, что Ether One не требует разведывать территорию и использовать огнестрельное оружие, её игровой процесс не совсем идентичен играм The Stanley Parable или Gone Home, по крайне мере лишь частично. Критик GameCrate, Роберт Уоркман раскритиковал игру за медленный темп некоторых головоломок, заметив, что они могут вызывать у игрока чувство разочарования. Он также раскритиковал игру за отсутствие системы подсказок.
Несколько рецензентов провели параллели с известной игрой-головоломкой Myst 1993 года выпуска. Моррисон с сайта PC Gamer заметил, что головоломки в Ether One были не такими сложными, как в Myst, заместив, что «если Ether One загнала вас в тупик, значит вы пропустили что-то очевидное, это святой грааль для игры-головоломки». Критик сайта GameRevolution счёл, что Ether One по своему стилю и геймплею приблизилась больше всего к Myst, чем какая либо другая игра.

### Изображение деменции
Ether One получила высокую оценку за изображение деменции. Джоей Турмонд с сайта Push Seuare похвалил игру за её обучаемую ценность, при этом оставаясь развлекательным продуктом. Майкл Томсен в статье журнала The New Yorker похвалил игровой процесс, эффективно имитирующий механику когнитивной деградации деменции. Стивен Хансен с сайта Destructoid также похвалил игру за это, как она в своём роде моделирует обратный подход из фильма Вечное сияние чистого разума.